# Ilaria Zane
Ilaria Zane (Mestre, 10 de febrero de 1992) es una deportista italiana que compite en triatlón. Ganó una medalla de plata en el Campeonato Africano de Triatlón de 2017.

## Palmarés internacional
| Campeonato Africano | Campeonato Africano | Campeonato Africano | Campeonato Africano |
| Año                 | Lugar               | Medalla             | Prueba              |
| ------------------- | ------------------- | ------------------- | ------------------- |
| 2017                | Hammamet (Túnez)    | Medalla de plata    | Individual          |

1. ↑  En algunas ediciones del Campeonato Africano se permitió la participación de triatletas de otros continentes.